# Prolacertiformes
Prolacertiformes (nazywane też protorozaurami - Protorosauria) – rząd diapsydów żyjących w permie i triasie. Grupę tę wyróżnił w 1945 roku Charles Camp, zaliczając do niej rodzaje Prolacerta, Protorosaurus, Tangasaurus i Youngina (dwa ostatnie rodzaje później zostały zaliczone do grupy Younginiformes). W przeszłości Prolacertiformes/Protorosauria zaliczano do lepidozaurów, bywały nawet zaliczane do gadów łuskonośnych i uznawane za możliwych przodków współczesnych jaszczurek. Rodzaje Protorosaurus i Tanystropheus bywały też zaliczane do grupy Euryapsida i uznawane za bliskich krewnych zauropterygów. Analizy kladystyczne wykazały jednak, że Prolacertiformes w rzeczywistości należały do archozauromorfów.
Oprócz rodzajów, którym cała grupa zawdzięcza swe nazwy – Prolacerta i Protorosaurus – do Prolacertiformes zaliczana jest też rodzina Tanystropheidae (rodzaje Tanystropheus, Tanytrachelos i Dinocephalosaurus, czasem do tej rodziny zalicza się również rodzaje Macrocnemus i Langobardisaurus) oraz szereg rodzajów nieprzypisanych do żadnej rodziny, m.in. Trachelosaurus czy Jesairosaurus. Z niektórych analiz kladystycznych wynika też przynależność rodziny Drepanosauridae do protorozaurów lub przynajmniej jej bliskie pokrewieństwo z nimi; inne analizy kwestionują jednak bliskie pokrewieństwo Drepanosauridae z protorozaurami. Do protorozaurów bywa też zaliczany rodzaj Sharovipteryx, jednak jak dotąd nie uwzględniano tego zwierzęcia w opublikowanych analizach kladystycznych, które mogłyby potwierdzić jego przynależność do tej grupy (nie licząc kontrowersyjnej analizy Davida Petersa z 2000 r, z której wynikała przynależność do protorozaurów nie tylko rodzaju Sharovipteryx, ale także rodzaju Longisquama oraz pterozaurów; większość naukowców podchodzi sceptycznie do badań Petersa).
Stopień pokrewieństwa między różnymi rodzajami protorozaurów pozostaje słabo poznany. Nie jest nawet pewne, czy grupa ta jest monofiletyczna; niektóre analizy sugerują, że rodzaj Prolacerta jest bliżej spokrewniony z kladem Archosauriformes niż ze zwierzętami tradycyjnie zaliczanymi do protorozaurów. Również w analizie Müllera (2004) Prolacertiformes są parafiletyczne: rodzaje Prolacerta, Macrocnemus i Tanystropheus są sukcesywnie bardziej odległymi grupami zewnętrznymi w stosunku do kladu obejmującego rynchozaury, trilofozaury i grupę Archosauriformes. Z analizy kladystycznej Magdaleny Borsuk−Białynickiej i Susan Evans (2009) wynika, że rodzaj Prolacerta, rodzina Tanystropheidae oraz klad obejmujący rodzaje Protorosaurus i Czatkowiella były sukcesywnie bardziej odległymi grupami zewnętrznymi w stosunku do Archosauriformes lub w stosunku do kladu tworzonego przez rynchozaury, trilofozaury i Archosauriformes.